# Durazzói kormányzók
A Velencei Köztársaság fennhatósága alatt álló Durazzo (ma Durrës, Albánia) kormányzói 1392 és 1501 között:
- 1392		Marino Cocco
- 1392–1393	Paolo da Canale
- 1393–1395	Francesco Giorgio
- 1395–1397	Francesco Dandolo
- 1397–1398	Pietro Michieli
- 1398–1399	Gabriele Nadal
- 1399–1400	Pietro Mocenigo
- 1400–1403	Giovanni Valaresso
- 1403–1405	Ranieri Venier
- 1405–1407	Antonio Bollani
- 1407–1408	Pietro Arimondo
- 1408–1410	Antonio Ferro
- 1410–1412	Giorgio Loredano
- 1412–1414	Matteo Gradenigo
- 1414–1415	Biagio Malipiero
- 1415–1417	Bertuccio Contarini
- 1417–1419	Jacopo Darnerio
- 1419–1421	Giovanni Morosini
- 1421–1422	Lorenzo Foscarini
- 1422		Paolo Bondumier
- 1422–1423	Andrea Dolfin
- 1423–1424	Gherardo Sagredo
- 1424–1425	Giovanni Venier
- 1425		Zaccaria Nadal
- 1425–1426	Giuliano Loredano
- 1426–1427	Niccolo Venier
- 1427–1429	Michele Minio
- 1429–1430	Moise Suriano (első alkalommal)
- 1430–1432	Pietro Contarini
- 1432–1433	Niccolo da Molin
- 1433–1435	Francesco Priuli
- 1435–1438	Ferigo Loredano
- 1438–1440	Marco Renier
- 1440–1442	Pasquale Gradenigo
- 1442–1444	Girolano Gradenigo
- 1444–1447	Giovanni Contarini
- 1447–1450	Paolo Zane
- 1450		Alessandro Falier
- 1450–1452	Giovanni Marcello
- 1452–1454	Moise Suriano (második alkalommal)
- 1454–1455	Marco Diedo
- 1455–1460	Francesco Barbo
- 1460–1463	Pietro da Mosto
- 1463–1466	Paolo Quirini
- 1466–1468	Bartolomeo Contarini
- 1468–1471	Stefano Magrio
- 1471–1475	Pietro Zane
- 1475–1477	Francesco Marcello
- 1477–1479	Luigi Cornaro
- 1479–1482	Andrea Marcello
- 1482–1485	Niccolo Morosini
- 1485–1486	Girolamo Abramo
- 1486–1487	Giovanni Bollani
- 1487–1490	Francesco Zane
- 1490–1492	Marco Zeno
- 1492–1495	Paolo Zane
- 1495–1498	Donato Baffo
- 1498–1500	Vito Diedo
- 1500–1501	Vincenzio Qurini